# Либерман, Август фон
Барон Август фон Либерман (нем. August Freiherr von Liebermann; 1791 — 1847, Париж) — прусский дипломат, посол Пруссии в Российской империи в 1835—1845 годах.

## Биография
В 1820-е годы — секретарь миссии в Санкт-Петербурге, в 1825—1835 годах — посланник в Мадриде, в 1835—1845 годах — посланник в Санкт-Петербурге, в 1845—1847 годах — в Париже.
Был знаком с А. С. Пушкиным. Согласно письму литератора А. И. Тургенева почт-директору А. Я. Булгакову, Пушкин, вместе с Вяземским и самим Тургеневым встречались и беседовали с Либерманом в январе 1837 года на светском приёме, где также присутствовали послы Австрии (Фикельмон) и Франции (де Барант). Хотя, по словам Тургенева, «разговор был блестящий и полный общего интереса», фактически, Либерман плохо относился к Пушкину. Когда Пушкин был убит на дуэли в том же году, Либерман, единственный из иностранных дипломатов, отказался присутствовать на его похоронах. 
Советский пушкинист П. Е. Щеголев писал по этому поводу:

Саксонский посол барон Лютцероде, отметив в своём сообщении отсутствие на похоронах Пушкина г-на Либермана, объясняет это весьма характерно: «Он отказался присутствовать, так как ему сказали, что Пушкин в молодости был заподозрен в либерализме».
— 

## Награды
Королевство Пруссия:
- Орден Святого Иоанна Иерусалимского почётный кавалер (1824, Ehrenritter)[5]
- Орден Красного орла 2-го класса о звездой и дубовыми листьями ()[6]
- Орден Красного орла 1-го класса с дубовыми листьями (1842)[7]

Российская империя:
- Орден Святой Анны 2-й степени (3 января 1822)[8]
- Орден Белого орла (1842)
- Орден Святого Александра Невского (5 июня 1845)[9]